# Чемпионат Бельгии по международным шашкам среди женщин
Чемпионат Бельгии по международным шашкам среди женщин — ежегодный турнир по шашкам. Первый чемпионат прошёл в 1974 году. Чемпионкой страны стала Кристина Клас.

## Призёры
| Год  | 1             | 2             | 3                          |
| ---- | ------------- | ------------- | -------------------------- |
| 1974 | Кристина Клас |               |                            |
| 1975 | Кристина Клас |               |                            |
| 1976 |               |               |                            |
| 1977 | Кристина Клас | М. Дрессен    | Бетси Демерс Роза ван Лент |
| 1978 | Роза ван Лент | Лилиан Бургом | Лиз Верхейн                |
| 1981 | Лиз Верхейн   |               |                            |